# أيه كيه-9
أيه كيه-9 (بالإنجليزية: AK-9)‏ هي بندقية هجومية روسية، بدأ تطويرها عندما بدأ مصنع إيجيفسك لبناء الآلات، الذي يعرف الآن باسم كالاشنيكوف كونسرن، بالعمل على بندقية أيه كيه جديدة في أوائل عام 2000. كان الهدف الأساسي من صنع هذه البندقية منافسة البندقيات الهجومية الروسية الأخرى، مثل: إس أر-3، وأيه إس فال وغيرها. بندقية أيه كيه-9 هي أحدث بندقية في عائلة بنادق كلاشنيكوف الشهيرة. وهي مبنية على سلسلة أيه كيه-100 التي تعتبر أحدث سلسلة في عائلة بنادق الكلاشنيكوف الهجومية. تم تصميم «أيه كيه-9» خصيصًا لقوات خاصة تابعة لوزارة الداخلية الروسية والقوات المسلحة الروسية.

## الدول المستخدمة
- روسيا
- سوريا